# Mauro Albertengo
Mauro Rafael Albertengo (Egusquiza, Argentina, 4 de enero de 1990) es un futbolista argentino. Juega de delantero y su actual equipo es Güemes de la Primera B Nacional.

## Trayectoria
Surgió de las inferiores de Atlético de Rafaela. En 2013 pasa al Argentino de Quilmes de la Cuarta División del Fútbol Argentino. Al año siguiente, en 2014, ficha por el San Jorge, con el que disputó 40 juegos y convirtió 9 goles. El 12 de febrero de 2016, luego de varias temporadas en el ascenso, se concretó su traspaso al Atlético de Rafaela de la Primera División de Argentina, convirtiéndose, así, en el último refuerzo de la temporada.
Debutó en Primera División –a los 26 años de edad– el 5 de marzo de 2016 durante el encuentro contra San Martín de San Juan, correspondiente a la sexta fecha del Campeonato Argentino 2016, que finalizó con derrota de 1 a 2.
En febrero de 2023 pasa a las filas del Club Atlético Alvarado de Mar del Plata. Rescinde en octubre del mismo año. 
En noviembre del 2023 vuelve al Atlético San Jorge. 
A fines de diciembre de 2024 y a sus 33 años, arriba a Gimnasia y Esgrima de Jujuy para jugar en la Primera B Nacional. 

## Vida personal
Es el hermano mayor de Lucas Albertengo, quien también es futbolista y ha tenido una gran trayectoria en la Primera División del fútbol argentino. También es hermano de Gino Albertengo, que juega en clubes argentinos del ascenso.

## Clubes
| Club                       | País      | Año       | Partidos | Goles |
| -------------------------- | --------- | --------- | -------- | ----- |
| Argentino de Quilmes       | Argentina | 2013-2014 | 17       | 6     |
| San Jorge                  | Argentina | 2014-2015 | 40       | 9     |
| Atlético de Rafaela        | Argentina | 2016-2019 | 80       | 13    |
| Agropecuario               | Argentina | 2019-2020 | 13       | 0     |
| Sarmiento (Junín)          | Argentina | 2020-2021 | 6        | 1     |
| Barracas Central           | Argentina | 2021-2022 | 31       | 6     |
| Atlético de Rafaela        | Argentina | 2022-2023 | 13       | 0     |
| Club Atlético Alvarado     | Argentina | 2023      | 18       | 4     |
| San Jorge                  | Argentina | 2023      |          |       |
| Gimnasia y Esgrima (Jujuy) | Argentina | 2024      |          |       |
| Club Atletico Güemes       |           | 2025-Act. |          |       |

## Estadísticas
| Equipo                               | Div.                | Temporada           | Liga     | Liga  | Copa Nacional | Copa Nacional | Copa Santa Fe | Copa Santa Fe | Total    | Total |
| Equipo                               | Div.                | Temporada           | Partidos | Goles | Partidos      | Goles         | Partidos      | Goles         | Partidos | Goles |
| Argentino de Quilmes Argentina       | 4.ª                 | 2013/14             | 17       | 6     | -             | -             | -             | -             | 17       | 6     |
| Argentino de Quilmes Argentina       | Total               | Total               | 17       | 6     | -             | -             | -             | -             | 17       | 6     |
| San Jorge Argentina                  | 4.ª                 | 2014/15             | 40       | 9     | -             | -             | -             | -             | 40       | 9     |
| San Jorge Argentina                  | Total               | Total               | 40       | 9     | -             | -             | -             | -             | 40       | 9     |
| Atlético Rafaela Argentina           | 1.ª                 | 2016                | 5        | 0     | -             | -             | -             | -             | 5        | 0     |
| Atlético Rafaela Argentina           | 1.ª                 | 2016/17             | 21       | 1     | 2             | 0             | 3             | 1             | 26       | 2     |
| Atlético Rafaela Argentina           | 2.ª                 | 2017/18             | 25       | 6     | 2             | 0             | 6             | 0             | 33       | 6     |
| Atlético Rafaela Argentina           | 2.ª                 | 2018/19             | 16       | 4     | 4             | 2             | 2             | 0             | 22       | 6     |
| Atlético Rafaela Argentina           | 2.ª                 | 2022                | 12       | 0     | -             | -             | 2             | 0             | 14       | 0     |
| Atlético Rafaela Argentina           | Total               | Total               | 79       | 11    | 8             | 2             | 13            | 1             | 100      | 14    |
| Agropecuario Argentina               | 2.ª                 | 2019/20             | 13       | 0     | -             | -             | -             | -             | 13       | 0     |
| Agropecuario Argentina               | Total               | Total               | 13       | 0     | -             | -             | -             | -             | 13       | 0     |
| Sarmiento de Junín Argentina         | 2.ª                 | 2020                | 6        | 1     | -             | -             | -             | -             | 6        | 1     |
| Sarmiento de Junín Argentina         | Total               | Total               | 6        | 1     | -             | -             | -             | -             | 6        | 1     |
| Barracas Central Argentina           | 2.ª                 | 2021                | 31       | 6     | -             | -             | -             | -             | 31       | 6     |
| Barracas Central Argentina           | 2.ª                 | 2022                | 0        | 0     | -             | -             | -             | -             | 0        | 0     |
| Barracas Central Argentina           | Total               | Total               | 31       | 6     | -             | -             | -             | -             | 31       | 6     |
| Alvarado Argentina                   | 2.ª                 | 2023                | 32       | 5     | -             | -             | -             | -             | 32       | 5     |
| Alvarado Argentina                   | Total               | Total               | 32       | 5     | -             | -             | -             | -             | 32       | 5     |
| Gimnasia y Esgrima (Jujuy) Argentina | 2.ª                 | 2024                | 33       | 4     | -             | -             | -             | -             | 33       | 4     |
| Gimnasia y Esgrima (Jujuy) Argentina | Total               | Total               | 33       | 4     | -             | -             | -             | -             | 33       | 4     |
| Total en su carrera                  | Total en su carrera | Total en su carrera | 251      | 42    | 8             | 2             | 12            | 1             | 271      | 45    |